# آن إم. بلير
آن إم. بلير (بالإنجليزية: Ann M. Blair)‏ هي مؤرخة أمريكية، ولدت في عام 1961.